# (9913) Humperdinck
(9913) Humperdinck est un astéroïde de la ceinture principale.

## Description
(9913) Humperdinck est un astéroïde de la ceinture principale. Il fut découvert le 16 octobre 1977 à l'observatoire Palomar par Cornelis Johannes van Houten, Ingrid van Houten-Groeneveld et Tom Gehrels. Il présente une orbite caractérisée par un demi-grand axe de 2,29 UA, une excentricité de 0,15 et une inclinaison de 5,0° par rapport à l'écliptique.
Cet astéroïde est nommé en l'honneur du compositeur allemand Engelbert Humperdinck (1854-1921).

## Compléments